# 大鈍裁者
是一部2012年上映的美國政治諷刺喜劇電影，由2007年金球獎最佳男主角得主沙格·畢朗·高漢主演兼編劇及製片。

## 剧情
北非國家「瓦迪亞共和國」（Republic of Wadiya）是擁有豐富石油資源的國家，但其獨裁者阿拉甸上將的獨裁統治引起聯合國注意，国际社会也不斷設法制裁他。阿拉甸好色、幼稚、昏庸，領導的瓦迪亞政權殘暴異常，且有極強的反西方、反猶太主義行徑，甚至還在研發核武器，并將前去調查的聯合國觀察員驅逐出境，這使得聯合國安理會不得不決定對瓦迪亞國進行軍事干預。
為避免戰火，阿拉甸只好親自赴美國紐約的聯合國總部調解。然而到達后不久，阿拉甸卻被自己叔叔塔米爾所雇傭的殺手綁架。在行將被滅口之際，阿拉甸僥倖逃脫，流落紐約街頭。但由於他的鬍子已經被殺手剃光，因此別人認不出他。此時塔米爾找了一個比阿拉甸本人更加癡呆的替身參加聯合國大會，該替身根據塔米爾的指示，在大會上聲稱將在五天內起草一份新的瓦迪亞憲法，并承諾將放棄獨裁統治，實行民主憲政。事實上，塔米爾早已私下與英國、法國、俄國、美國和中國的利益集團達成協議，以｢民主化｣作為掩飾，實則將向列強出賣瓦迪亞的石油資源，中飽私囊以自肥。散會後，中國代表詢問油田周圍的老百姓何去何從，塔米爾竟然表示要把他們全部消滅。大會經電視直播，阿拉甸眼見自己國家將被肢解，欲強行衝擊聯合國總部但未能成功。此時一個叫柔依的美國民權女鬥士將其從警方手中救下，并騎車逃走。柔依在紐約布魯克林區經營一家農業合作社，她希望阿拉甸能幫助她一起工作，但阿拉甸因放不下身段而拒絕了柔依。離開后，阿拉甸來到了皇后區的“小瓦迪亞”（Little Wadiya），在那裡他遇到了曾經負責研究瓦迪亞核武器的科學家納達爾，納達爾告訴阿拉甸，被阿拉甸自己下令處決的所有人事實上全都被瓦迪亞的叛軍給救走了。
瞭解了阿拉甸的處境后，納達爾同意幫助阿拉甸重新奪回權力，但條件是必須保證自己在之後的核能研究工作不受干擾。兩人經探查后發現，塔米爾及其替身簽署新憲法的酒店正是由柔依的農業合作社負責食品供應，為能潛入酒店，阿拉甸找到了柔依并表示同意為她工作。在合作社工作期間，阿拉甸行為怪異、待人粗暴，但柔依始終對他非常耐心友好，因為柔依誤將割掉鬍子的阿拉甸認為是“受到迫害的政治難民”（事實上其處境亦與此不遠）。一日納達爾和阿拉甸乘坐觀光直升機欲赴紐約曼哈頓島上空“勘測酒店地形”，結果因言行怪異而誤被人當做恐怖分子并遭警方逮捕。柔依聞訊后親自趕赴警局，不但幫助阿拉甸出獄，還嚴厲地指責了拘留阿拉甸的警察。柔依的責任心與正義感打動了阿拉甸，頓時對其心生愛意。
柔依的合作社業務受到了大公司的排擠，為擺脫艱難局面，阿拉甸表示希望柔依將領導職位全權交給自己來打理合作社。由此，阿拉甸將合作社打造成了一個微型的獨裁政體，依靠其“高效”的運作方式，合作社的生意又開始日漸興隆。柔依看到這一切后，開始對阿拉甸心生好感，兩人逐漸擦出愛情的火花。與此同時，納達爾和阿拉甸兩人歷經千辛萬苦，終於找到了與以前阿拉甸一模一樣的鬍子。納達爾警告阿拉甸，他與柔依的愛情會影響最終的奪權計劃，但阿拉甸感到自己已經深愛上了柔依無法自拔。在幫助店內一名突然臨盆的孕婦顧客接生后，阿拉甸又發覺到了自己內心善良、溫情的一面。阿拉甸下定決心向柔依公開自己的真實身份，一方面希望柔依能夠接受他，另一方面也想讓自己洗心革面重新做人。阿拉甸戴著找來的鬍子向柔依坦白了身份，誰知柔依反應非常激烈，並且憤怒地拒絕了他。傷心的阿拉甸於是決心重啟奪權計劃。
在納達爾的幫助下，阿拉甸成功潛入即將舉行簽約儀式的酒店，在塔米爾不知情的情況下悄悄取代了自己的替身出席簽約儀式。阿拉甸在各國政要及全世界媒體的面前，直接揭露了自己叔叔塔米爾的奪權行徑，并抨擊了外國利益集團妄圖肢解瓦迪亞的作為，起身將憲法撕毀。在這之後，阿拉甸又大肆諷刺了美國式民主的種種虛偽本質，并宣佈瓦迪亞將仍然是一個獨裁國家。然而在看到沖入屋內的柔依之後，阿拉甸再次被打動，他闡明了自己對柔依的愛，並且即興宣佈他將會把瓦迪亞打造成一個真正的民主國家，為人民造福。台下掌聲雷動，然而塔米爾眼看自己的權力又被阿拉甸奪走，憤怒地拔起手槍向其射擊。此時阿拉甸的原替身突然橫身將子彈擋住，頭部中彈倒地。不過該替身並未身亡，一是因為他認為自己的职責就是“用腦袋擋住子彈”，二是因為他過於癡呆以至於不需要大腦便可存活。
最后柔依与阿喇丁生活在了一起，成为了瓦迪亚的王妃，柔伊在此时讲出她是犹太人的身份。阿拉丁虽然没有履行诺言将瓦迪亚打造成民主国家，但也不再像从前般残暴，偶尔还会搞恶作剧捉弄自己的手下。

## 演員
| 演員           | 演員              | 角色        | 角色                    | 備註                                     |
| 中文名         | 英文名            | 角色中文名  | 角色英文名              | 備註                                     |
| -------------- | ----------------- | ----------- | ----------------------- | ---------------------------------------- |
| 薩夏·拜倫·柯恩 | Sacha Baron Cohen | 阿拉甸上將  | Admiral General Aladeen | 華狄耶（Wadiya）國家元首                 |
| 安娜·費莉絲    | Anna Faris        | 柔依        | Zoey                    | 民權女鬥士，經營布鲁克林的一家农业合作社 |
| 班·金斯利      | Ben Kingsley      | 塔米爾      | Tamir                   | 阿拉甸上將的叔叔                         |
| 傑森·曼薩凱斯  | Jason Mantzoukas  | 納達爾      | Nadal                   | 製造核導彈的華狄耶科學家                 |
| 巴比·李        | Bobby Lee         | 劉振        | Mr.Lao                  | 中国石油天然气集团公司的一个石油商       |
| 約翰·萊里      | John C. Reilly    | 克萊頓      | Clayton                 | 職業殺手(客串)                           |
| 梅根·福克斯    | Megan Fox         | 梅根·福克斯 | Megan Fox               | 客串                                     |
| 爱德华·诺顿    | Edward Norton     | 爱德华·诺顿 | Edward Norton           | 客串                                     |

## 制作
根据拜倫·柯恩的表演来判断，其角色的靈感來自於敘利亞總統阿薩德、北韓領導人金正日、烏干達總統伊迪·阿敏、利比亞領導人卡扎菲、薩伊總統蒙博托、緬甸軍頭奈溫、丹瑞和土庫曼總統尼亞佐夫等獨裁者，一般认为他扮演的是利比亚前领导人穆阿迈尔·格達費，也影射了恐怖分子本·拉登、伊朗总统马哈茂德·艾哈迈迪内贾德
等人。同时该电影也向前不久逝世的北韓领导人金正日致意。
瓦迪亞領土的真實背景國家為厄利垂亞，巧合的是該國政府也是獨裁政權。
拍摄地包括西班牙塞维利亚的西班牙广场与富埃特文图拉岛。2011年6月至8月也在纽约市进行了拍摄。劇組還打算在聯合國總部大樓內部進行拍攝，但遭到拒絕，原因是聯合國擔心電影“影響聯合國的形象”。

## 评价
在烂番茄上，根据181个评分显示，本片获得了58%的好评度。
聯合國秘書長潘基文的发言人對該片作出簡短評價稱：“拜倫·柯恩確實是個幽默的傢伙。”
該片在塔吉克、土庫曼、烏茲別克、哈薩克、白俄羅斯、巴基斯坦 、朝鲜和馬來西亞都有各種程度的審查或被禁止      。

## 外部連結
- 《大鈍裁者 （页面存档备份，存于）》官方網站（英文）
- 《大鈍裁者》官方網站(台灣)
- 互联网电影数据库（IMDb）上《The Dictator》的资料（英文）
- 爛番茄上《The Dictator》的資料（英文）